# Diplacrum exiguum
Diplacrum exiguum là loài thực vật có hoa trong họ Cói. Loài này được (J.Kern) T.Koyama mô tả khoa học đầu tiên năm 1979.